# Четьи-Минеи
Че́тьи-Мине́и, или Мине́и-Че́тьи (от слав. «читать» и церк.-слав. мині́а; греч. μηναῖα — мн. ч. от μηναῖος — месячный) — в православии че́тьи (предназначенные для домашнего или келейного чтения) сборники, содержащие тексты житийного и поучительного характера. Эти повествования излагаются по порядку месяцев и дней каждого месяца, откуда их название минеи. Именуются четьими, то есть предназначенными для чтения, в отличие от церковнослужебных миней, предназначенных для богослужения.
К Четьим-Минеям примыкает более древнего происхождения сборник краткой редакции житий, именуемый «Про́лог»; обычно издается в четырёх трёхмесячных томах.

## Содержание
Содержат тексты житий, патерики, поучения и сказания, расположенные по дням месяцев. Как правило, представляют собой сборники из 12 томов на каждый месяц года.

## История
Четьи-Минеи возникли в IX веке в Византии. На Руси появились ещё в домонгольский период.

## Русские Четьи-Минеи
Ранние русские Четьи-Минеи содержали лишь переводы греческих текстов. В поздние включались также русские произведения.
- Волоколамские. XVI век. Старшие из известных русских Четьих-Миней. Восходят к комплекту Четьих-Миней, переведённому, вероятно, в конце XI — начале XII веках в Константинополе по заказу новгородцев.
- «Великие Четьи-Минеи». XVI век. Наиболее полные Четьи-Минеи. Составлены архиепископом Новгородским Макарием, впоследствии митрополитом Московским и всея Руси. Представляют собой свод почти всех произведений церковно-повествовательного и духовно-учительного характера. Известны в четырёх списках.
- Чудовские. Конец XVI века. Созданы в Чудовом монастыре в Московском Кремле.
- Тулуповские. 1630-е годы. Минеи иеромонаха Германа Тулупова. Находятся в библиотеке Троице-Сергиевой лавры.
- Милютинские. 1646—1654 годы. Минеи священника Иоанна Милютина.

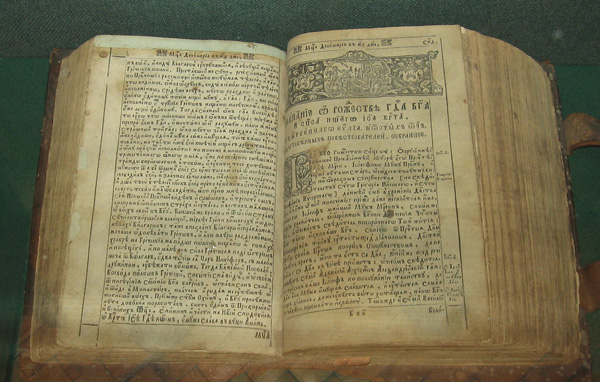
Четьи-Минеи Димитрия Ростовского, Киев, 1714 год

- «Книга житий святых» (Четьи-Минеи) святителя Димитрия Ростовского. Составлены по труду Макария и по «Acta Sanctorum» болландистов. Наиболее распространены. Написаны хорошим церковнославянским языком. Издаются в разном виде: 12 месячных томов, 24 полумесячных полутома, четыре (по числу времен года) огромного формата трёхмесячные книги.

## Четьи-Минеи Киракоса Гандзакеци
Сохранились также Четьи-Минеи, доработанные и дополненные армянским историком периода монгольских завоеваний (XIII век) Киракосом Гандзакеци, над которыми он работал в течение более 15 лет.